# Јужна Аустралија
Јужна Аустралија (енгл. South Australia) је држава у оквиру Аустралије. Главни град Јужне Аустралије је Аделејд.

## Историја
Први Европљани у Јужној Аустралији су били Холанђани, око 1627. Прву карту Јужне Аустралије нацртали су, 1802. године, Метју Флиндерс и Николас Баудин.
Јужна Аустралија је постала британска колонија. У то време у овом делу света живело је око 15.000 људи.
Постаје држава уједињене Аустралије 1901. године.

## Географија
Јужна Аустралија се налази на јужној обали континентра и заузима 1.043.514 km². Граничи се са свим осталим континенталним државама као и Северном Територијом. Са 1.138.833 становника највећи град је Аделејд а за њим следе Елизабет, Вајала и Гамбиер.

## Привреда
Највише се гаји пшеница, воће и поврће. Веома је распрострањено и виноградарство. Позната јужноаустралијска вина се производе дуже од века у долини Бароса око реке Мери. Водећи регион у производњи воћа је Риверленд.
Развијено је и овчарство, претежно због производње вуне.
Богата су налазишта угља и природног гаса.
Највећи индустријски центар је регион око Аделејда.

## Спорт
Аустралијски фудбал је најпопуларнији спорт. Јужна Аустралија држи рекорд по највећем броју фудбалера по глави становника у овом спорту. Два најпознатија клуба су Аделејд Краус и Порт Аделејд Пауер коју учествују у аустралијској фудбалској лиги. Утакмице ова два тима су веома посећене.
Крикет је такође веома развијен спорт у држави. Популарност фудбала је у порасту а најпознатији клуб је Аделејд Јунајтед.

## Универзитети
- Универзитет Флиндерс
- Универзитет Аделејд
- Универзитет Јужне Аустралије